# Watch Dogs (filme)
Watch Dogs (bra: Watch Dogs) é um futuro filme americano de ação e aventura dirigido por Mathieu Turi e escrito por Christie LeBlanc e Victoria Bata. Baseado na série de jogos eletrônico Watch Dogs, publicada pela Ubisoft. O longa é estrelado por Sophie Wilde, Tom Blyth e Markella Kavenagh.

## Elenco
- Sophie Wilde
- Tom Blyth
- Markella Kavenagh

## Produção
Em junho de 2013, a Ubisoft anunciou que estava desenvolvendo adaptações live-action de Watch Dogs, Far Cry e Rabbids. Em abril de 2014, Rhett Reese e Paul Wernick foram contratados para escrever o roteiro do filme, com a Regency Enterprises como produtora e a Sony Pictures Releasing responsável pela distribuição.
Em março de 2024, Rhet Reese e Paul Wernick deixaram o projeto, e a Sony Pictures não estava mais envolvida. A Ubisoft Film & Television então assumiu a produção, com Mathieu Turi na direção e Christie LeBlanc como roteirista. Sophie Wilde foi escalada para o papel principal.
Em junho de 2024, Tom Blyth se juntou ao elenco em um papel não revelado. Foi confirmado que o filme contará com uma história original ambientada no universo fictício da franquia. As filmagens começaram em 3 de julho de 2024, com Daniele Massaccessi como diretor de fotografia. As gravações foram concluídas em 13 de setembro. No mesmo mês, foi revelado que Markella Kavenagh também entrou para o elenco em um papel não divulgado.